# Чернохвостый сарган
Чернохвостый сарган (лат. Strongylura strongylura) — вид лучепёрых рыб семейства саргановых. Распространены в Индо-Тихоокеанской области. Максимальная длина тела 40 см.

## Описание
Тело удлинённое, округлое в поперечном сечении, покрыто мелкой циклоидной, легко опадающей чешуёй. До начала основания спинного плавника 100—130 крупных чешуй. Челюсти длинные, одинаковой длины, образуют характерный «клюв». На обеих челюстях многочисленные игловидные острые зубы. Отсутствуют жаберные тычинки. Спинной и анальный плавники сдвинуты далеко назад к хвостовому стеблю. В плавниках нет жёстких лучей. В спинном плавнике 12—15 мягких лучей. Задняя часть спинного плавника без выраженной увеличенной доли тёмного цвета. Нет дополнительных плавничков за спинным и анальным плавниками. В анальном плавнике 15—18 мягких лучей. Передние части спинного и анального плавников высокие. Основания спинного и анального плавников покрыты чешуёй. Грудные плавники с 10—12 мягкими лучами, не серповидной формы. Брюшные плавники с 6 мягкими лучами, расположены на брюхе. Хвостовой стебель не сжат в дорсо-вентаральном направлении, на нём нет бокового киля. Хвостовой плавник закруглённый или усечённый. Боковая линия проходит низко по телу, начинаясь от начала грудных плавников. Позвонков 59—65.
Верхняя часть тела зеленоватая, бока серебристые, брюхо белое. Анальный, грудные и брюшные плавники светлые. В средней части лучей спинного и анального плавников есть более тёмные участки. Хвостовой плавник светлый с выраженным округлым пятном чёрного или тёмно-синего цвета у основания. Передняя часть спинного плавника и дистальный край хвостового плавника жёлтые. Передний край анального плавника оранжевого цвета.
Максимальная стандартная длина тела (от начала челюстей до окончания хвостового стебля) — 40 см, обычно до 22 см. Максимальная длина тела от окончания нижней челюсти до окончания хвостового стебля — 26 см.

## Биология
Обитают в прибрежных лагунах вблизи мангров на глубине до 10—13 м. Встречаются в эстуариях и даже заходят в пресную воду. В периоды отливов могут оставаться на берегу, закапываясь в песок или ил. Питаются мелкими рыбами, преимущественно сельдевыми.

## Ареал
Распространены в Индо-Тихоокеанской области от Персидского залива вдоль побережья Пакистана, Индии, Шри-Ланка до Индонезии и Филиппин; и от юга КНР до севера Австралии.